# Alexis Noring
Laurentius Æmilius Alexis Noring, född 22 oktober 1799 på Ranåker i Skånings-Åsaka socken, död 5 juni 1844 i Köpenhamn, var en svensk ämbetsman och lantbruksförfattare.
Alexis Noring var son till Jonas Noring. Han studerade vid Uppsala universitet, där han 1827 blev filosofie magister. 1824 blev han inskriven vid Krigsexpeditionen, där han sedan tjänstgjorde som extraordinarie kanslist och kopist till 1835. Samtidigt förrättade han tjänst i ett par andra ämbetsverk, hade 1828–1835 förordnande som sekreterare i Stuteriöverstyrelsen samt var handsekreterare hos Curt von Stedingk 1829–1831 och sekreterare i kommittén för ordnandet av Ottenby stuteri. Han blev ledamot av Lantbruksakademien 1841. Noring företog flera utlandsresor, främst till Storbritannien men även till Frankrike, Tyskland och Danmark. Han studerade husdjursaveln i dessa länder och inköpte där på uppdrag rasdjur för att i Sverige använda dem till avel. Främst var han intresserad av hästaveln och ägnade sig själv åt denna som arrendator av Klostergården utanför Lund. Noring var även en skicklig ryttare och vann flera kapplöpningar, både i Sverige och utomlands. Han utgav bland annat Hästvänner och Landtmän 1831–1834 och Quartalskrift för Landtbruk och Husdjursskötsel 1836–1841 samt Handbok i Åkerbruket för Skånska Bonden (1839) och Handbok i Husdjursskötseln (1–3, 1841–1842).